# Parcoblatta bolliana
Parcoblatta bolliana är en kackerlacksart som först beskrevs av Henri Saussure och Leo Zehntner 1893.  Parcoblatta bolliana ingår i släktet Parcoblatta och familjen småkackerlackor. Inga underarter finns listade i Catalogue of Life.